# Fauna de l'Azerbaidjan

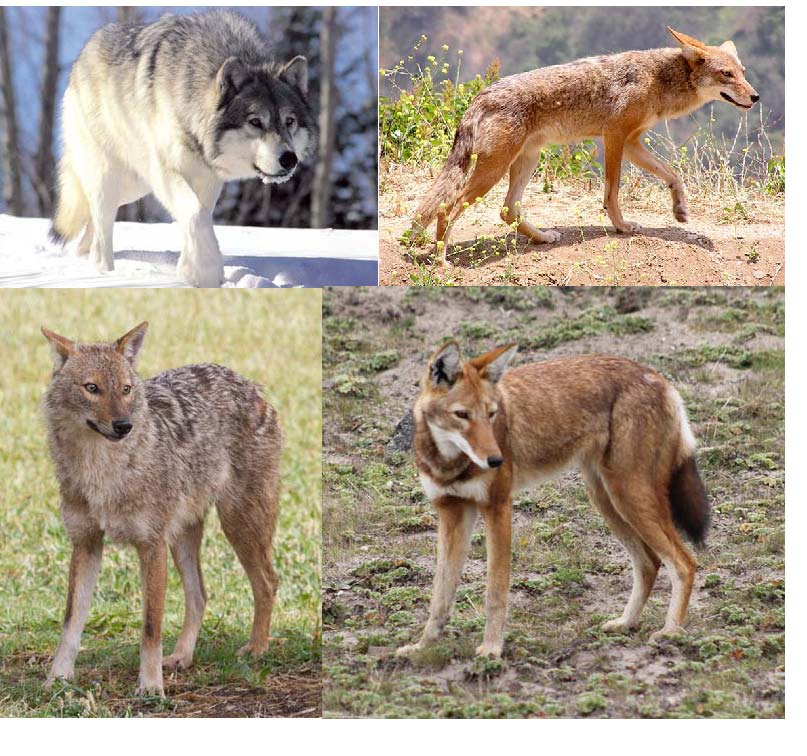
Canis lupus

La fauna de l'Azerbaidjan consta de diversos membres del regne animal, que habiten en ecosistemes marins, costaners, forestals, alpí, subalpí, de terres baixes i deserts. Més de 100 tipus d'animals són endèmics de l'Azerbaidjan.

## Llibre Vermell
El Llibre Vermell de la República de l'Azerbaidjan és un document oficial estatal sobre l'estat d'animals i espècies silvestres rares i en perill d'extinció al territori de la República de l'Azerbaidjan. Reflecteix la informació sobre l'estat de les espècies animals i vegetals, les mesures d'escampament i protecció en tot el territori de la república, inclòs el sector de la mar Càspia pertanyent a la República de l'Azerbaidjan.
A Llibre Vermell de la República de l'Azerbaidjan apareixen 108 tipus d'animals, dels quals 14 espècies són mamífers, 357 tipus d'ocells, 13 tipus de rèptils i amfibis, 5 tipus de peixos i 30 d'insectes.

## Animals
A la regió hom troba 97 tipus de mamífers, 357 tipus d'ocells, 67 tipus de rèptils i amfibis, 97 tipus de peixos i més de quinze mil d'invertebrats. Símbol de la fauna de l'Azerbaidjan és el cavall de Karabakh estepari.

## Ocells
A l'Azerbaidjan habiten més de 300 tipus d'ocells de 60 diverses famílies: àguiles, petits ocells, Scolopax rusticola, ànecs, oques, cignes, etc. Al voltant del 40% d'ells habiten a l'Azerbaidjan tot l'any, el 27% a l'hivern. L'hivern a l'Azerbaidjan no és tan fred com a les planes interiors d'Àsia, per això molts ocells a l'hivern emigren del nord cap a l'Azerbaidjan. Hi ha ocells aquàtics que es reuneixen en els pantans, en les regions costaneres i interiors de l'Azerbaidjan. L'àguila daurada és l'ocell que habita a les muntanyes altes.

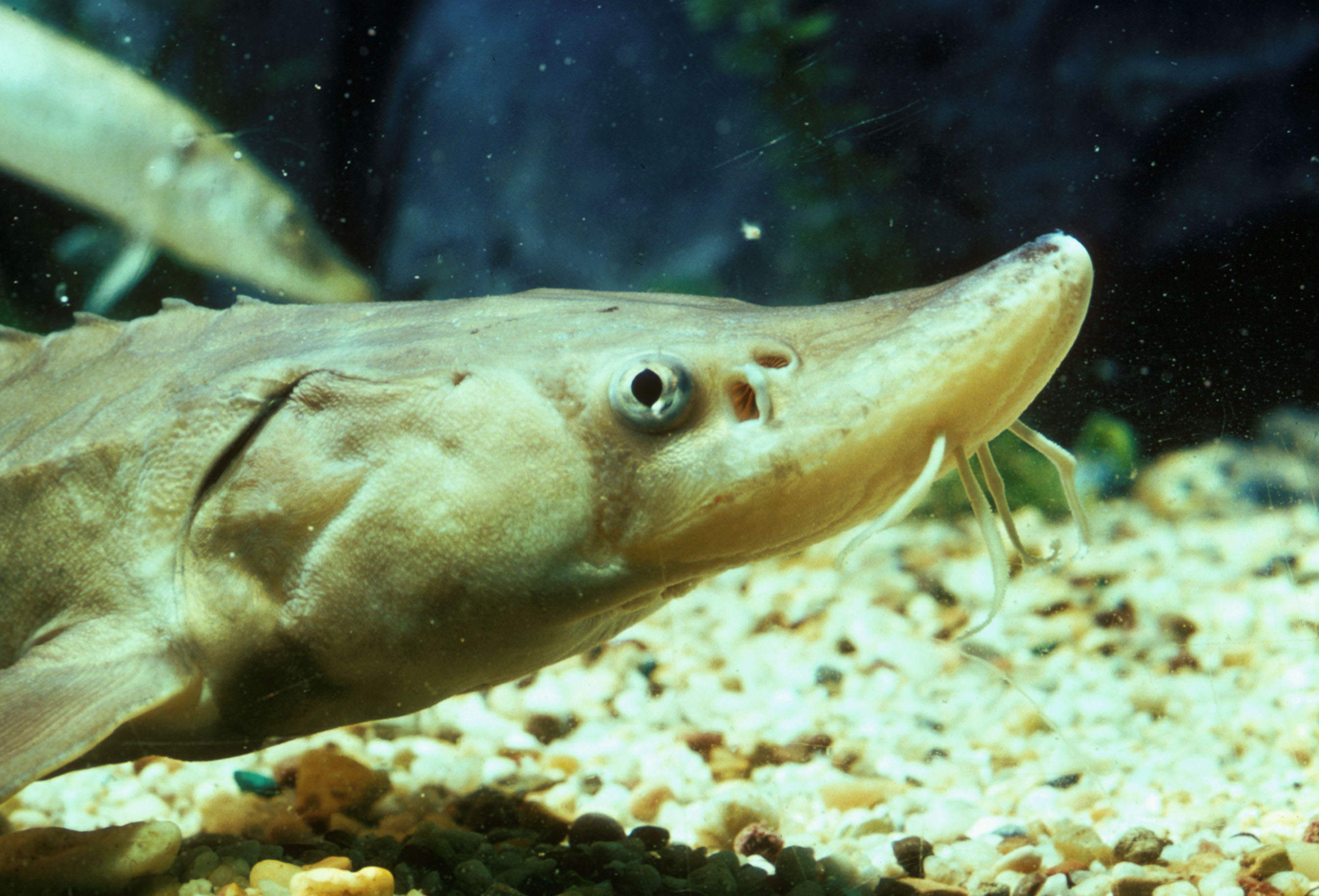
Еsturió

El gall fer comú habita a les zones subalpines del Gran Caucas i del Caucas Menor.

## Peixos
En aigües dolces del país i a la mar Càspia habiten 97 tipus de peixos. D'altres habiten al riu Kura, o als llacs de l'entorn i a l'embassament de Mingechaur. La majoria de la població de peixos mencionats són anàdroms o semianàdroms.
Entre els peixos anàdroms més valuosos hi ha salmons, esturions i belugues. A més, als espais aquàtics, es troben lluços, carpes, kutum o altres.

## Mamífers

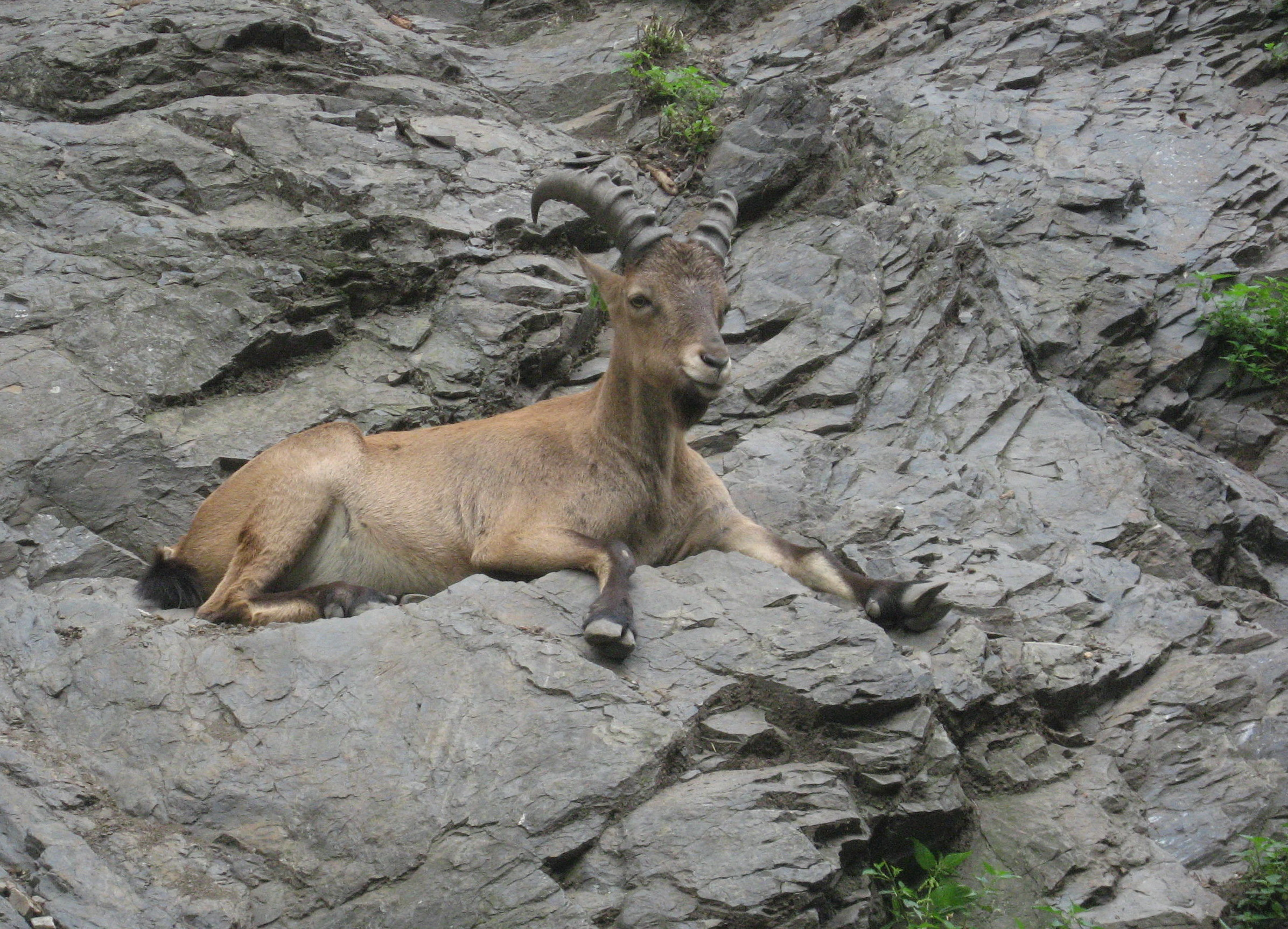
La cabra caucàsica viu en alguns indrets d'aquesta serralada

A l'Azerbaidjan habiten al voltant de 107 tipus de mamífers. D'importància cultural són els llops (Canis lupus, Canis lupus campestris) i el xacal daurat (Canis aureus), que van donar nom a l'antiga regió d'Hircània. Els tipus més populars són cabres del Caucas occidental i muflons de Caucas-occidental, que habiten a Nakhitxevan i al Caucas occidental. Les gaseles es troben entre els mamífers menys freqüents al Caucas; habiten a la regió de Xirvan de l'Azerbaidjan. Els muflons habiten a les planes tot l'any. El lleopard caucasià és un dels animals més rars del món; habiten a les muntanyes del Caucas del sud, a la serralada de Zangezur i a les muntanyes Talix. El lleopard caucasià està en perill d'extinció per la caça il·legal. Aquí, també habiten gats salvatges, l'os bru caucàsic, toixons, cérvols, cabres, esquirols del Caucas, ratolins de camp, etc.

## Parcs nacionals de l'Azerbaidjan

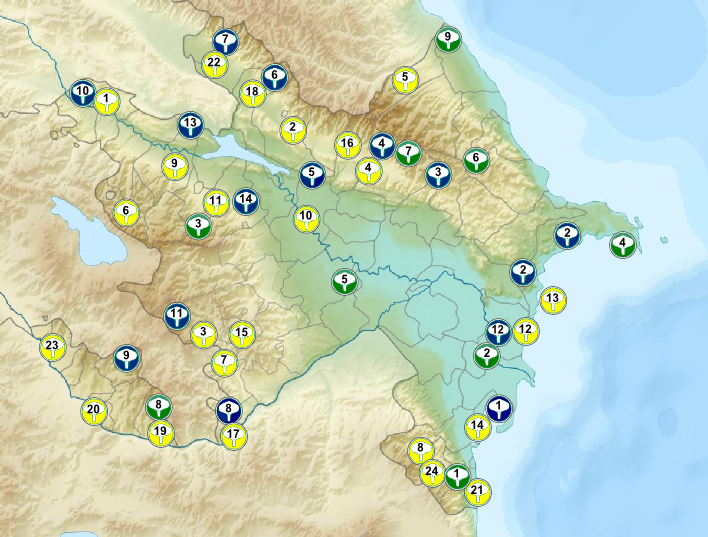
Parcs nacionals de l'Azerbaidjan

1. Parc Nacional d'Absheron
2. Parc Nacional d'Ağ Göl
3. Parc Nacional d'Altıağac
4. Parc Nacional de Girkan
5. Parc Nacional de Gobustan
6. Parc Nacional de Göygöl
7. Parc Nacional de Samur-Yalama
8. Parc Nacional de Shahdag
9. Parc Nacional de Shirvan
10. Parc Nacional de Zangezur